# Noodsignaal
Een noodsignaal of alarmsignaal is een signaal dat wordt afgegeven om duidelijk te maken dat iemand een acuut probleem heeft of als zodanig herkent, dit niet kan oplossen en dit aan anderen probeert duidelijk te maken.
Als noodsignaal wordt vaak "help" of "hulp" geroepen. "Help" is de gebiedende wijs van het werkwoord helpen.
Noodsignalen kunnen ook telefonisch of via een ander medium overgebracht worden. Men zoekt meestal contact met hulpverleners.
Instanties die zich bezighouden met het verwerken van noodsignalen en het mogelijk bieden van oplossingen zijn bijvoorbeeld:
- Alarmnummer (in Europa 112)
- SOS International - alarmcentrale voor mensen die op reis problemen ondervinden; een organisatie opgezet door verzekeraars, banken en luchtvaartmaatschappijen.
- Sensoor - telefonische hulpdienst voor mensen in geestelijke of maatschappelijke nood.

## Verkeer en vervoer
Noodsignalen die gebruikt worden voor zeer urgente noodgevallen waarbij schepen of vliegtuigen zijn betrokken zijn bijvoorbeeld:
- SOS, de opvolger van CQD: een signaal dat draadloos via morsecode wordt uitgezonden.
- Mayday, een signaal dat draadloos, maar als gesproken tekst wordt uitgezonden.
- vuurpijlen of lichtkogels die gebruikt kunnen worden om in een noodsituatie aandacht te trekken.

Ook het ondersteboven hijsen van een vlag wordt gebruikt als noodsignaal naar andere schepen wanneer bijvoorbeeld alleen visuele middelen beschikbaar zijn.
Voor communicatie tussen schepen of schip en wal gebruikt men sinds eind jaren 1990 via radiosignalen overgezonden digitale informatie. Dit heet Digital Selective Calling.
Pan-pan is een signaal voor spoedoproepen maar niet voor levensbedreigende gevallen.

## Natuur
Noodsignalen worden tussen dieren gebruikt: dieren geven aan elkaar door dat iets niet in de haak is door specifieke, alarmerende geluiden die door hun soortgenoten als zodanig worden herkend. Ook andere dieren dan de soortgenoten leren deze geluiden als alarmerend te herkennen.
Planten die beschadigd worden geven noodsignalen af. Zo kan een plant, die beschadigd wordt door insecten, stoffen gaan produceren die andere insecten aantrekt die de schadetoebrengende insecten als prooi zien.